# Walt Disney bemutatja
A Walt Disney bemutatja olyan műsor volt a Magyar Televízió 1-es csatornáján, amiben Disney-rajzfilmeket és tévésorozatokat mutattak be. A műsor eredeti címe: The Disney Afternoon. A világ számos országában vetítették.

## Története
Az 1990-es évek elején a Disney az egykori keleti blokk államaiban szabadabbá vált médiakörnyezetben terjeszkedni kívánt.

A rendszerváltás után Magyarországon két műsort indított el  a Magyar Televízió 1-es programján:

Az egyik a Családi mozidélután a Disney-vel volt, ami 1992. január 11-től, 1996. december 14-ig futott szombat délután. (Ezen klasszikus rajzfilmek és családi filmek kerültek adásba.) A másik pedig az ismertebb Walt Disney bemutatja, amit 1991. január 6-án kezdték vetíteni minden vasárnap délután eleinte 17.00-tól, majd később 16.00-tól egy órás hosszban és három darab rajzfilmmel vagy sorozattal. 1998. december 27-én sugározták az utolsó ilyen műsort. Az ismétlés a TV1-en rendszerint hétfő délelőtt 11-kor volt. A kínálata az amerikai The Disney Afternoon és egyéb, európai forgalmazásra kijelölt Disney sorozatok magyarra szinkronizált epizódjaiból állt. (A kis hableány és a Micimackó legújabb kalandjai például nem tartoztak az amerikai műsorblokkba.)
Az ezredforduló körül a The Walt Disney Company rajzfilmsorozatainak sugárzási jogát a Magyar Televízió Rt. eladta az RTL Klub kereskedelmi csatornának, amely ugyan sugározott néhány Disney-rajzfilmet szombatonként 08 óra 50 perces kezdettel, de reklámszüneteket iktattak be és a Magyar Televíziótól átvett rajzfilmekből kettő új szinkront kapott, amit a nézők részéről számos kritika ért. A Balu esetében az RTL tovább folytatta új szinkronnal, majd a Disney-kiadásra egységesítve lett az RTL csapatával, és 10 évvel később az RTL azzal kérte vissza a sorozatot. A Csipet Csapat esetében a Disney készített új szinkront a saját csatornájára és az került át az RTL-re. 2010-től 2020-ig nem sugározott Disney-t az RTL, 2020-ban visszahozott néhány sorozatot, majd 2022. októberben a TV2 kizárólagos Disney jogot birtokolt át. Időközben 2011-ben a Story4 csatorna reggelente 06:30-tól vetítette a Kacsameséket, Balu kapitány kalandjait, és a Gumimacikat. (Balu hangja szintén az új szinkronnal hallható.)

## A műsorról
A műsor jellegzetessége volt, hogy eleinte két 25 perces rajzfilmsorozat között egy 45-50 perces filmsorozatot mutattak be, a legelső vetítéskor a Kacsamesék - Ausztrál Expressz – Csipet Csapat c. műsorok kerültek bemutatásra. Az Ausztrál Expressz 1991 őszén ért véget, ezt a Kacsamesék - Nehéz napok egy Föld nevű bolygón – Csipet Csapat hármas sorozattal folytatták.
A későbbiekben a két 25 perces rajzfilmsorozat közé egy 7 perces rajzfilmet iktattak (rendszerint: Donald kacsa, Mickey egér, Plútó kutya és társairól készült rajzfilmek futottak). Később a reklámok közötti bejátszások alatt Aczél Anna hangja szólalt meg.

### Az alábbi sorozatokat mutatták be (zárójelben a vetítés dátuma)
Rajzfilmsorozatok:
- Kacsamesék (1991-1995)
- Chip és Dale – A Csipet Csapat (1991-1995)
- A gumimacik (1992-1995)
- Balu kapitány kalandjai (1993-1997)
- Micimackó újabb kalandjai (1994-1998)
- A kis hableány (1995)
- Aladdin (1996-1998)
- Dinka banda (1996)

Rövid rajzfilmsorozatok (1994):
- Goofy
- Donald kacsa
- Mickey egér
- Pluto

Filmsorozatok:
- Ausztrál expressz (Five Mile Creek) (1991)
- Nehéz napok egy Föld nevű bolygón (Hard Time on Planet Earth) (1991-1992)
- Az ifjú Harry Houdini (Young Harry Houdini) (1992)
- A suli (Hull High) (1992-1993)
- Kalóz Jack száz élete (The 100 Lives of Black Jack Savage) (1992)
- Két és fél apa (1992)
- Zorro (1992-1996)
- Az utolsó lovag (Sidekicks) (1992)
- Polly (1993)
- Csillagutasok (Earth Star Voyager) (1993)
- Herbie, a kicsi kocsi (Herbie, the Love Bug) (1993)
- Wildside (1993)
- Ifjabb Harry Houdini (1992)
- Jack a vadonból (Wild Jack) (1993)
- Szülök csapdában (1993)
- Apád, anyád idejöjjön (The Parent Trap) (1993)
- Davy Crockett (1993)
- Kalandok égen és földön (1993)
- Torkelsonék (The Torkelsons) (1996-1997)
- Tinititkok (Good morning Miss Bliss) (1997)
- Blossom (1997-1998)
- A kis gézengúz (1998)

### Filmek
- A Dél dala – Rémusz bácsi meséi
- A gepárd
- A kapitány kincse
- A kicsi kocsi kalandjai
- A kicsi kocsi legújabb kalandjai
- A kicsi kocsi Monte Carlóba megy
- A kicsi kocsi újra száguld
- A Robinson család
- A strandröplabda királyai
- A világ legerősebb embere
- Az atléták királya
- Ágygömb és seprűnyél
- Alice Csodaországban (egész estés rajzfilm)
- Almagombóc banda
- Az utolsó lovag (The Last Electric Knight (tévéfilm)) (1992)
- Benji
- Betyár, a hűséges tolvaj
- Bolondos Péntek
- Charlie és az őrangyal
- Csillagpor királynő
- Dumbo (egész estés rajzfilm) (2. magyar szinkron)
- Egymillió dolláros kacsa
- Emil és a detektívek
- Feketeszakáll szelleme
- Herbie Monte Carlo-ba megy
- Itt a fiú, hol a fiú?
- Irány Játékország
- Két és fél apa (1992)
- Komputer teniszcipőben
- Macska az űrből
- Mary Poppins
- Micimackó kalandjai (egész estés rajzfilm) (1. magyar szinkron)
- Peti sárkánya
- Pollyanna
- Popeye
- Robin Crusoe kalandjai
- Tron, avagy a számítógép lázadása
- A Fekete lyuk

## Érdekességek
- A Kacsamesék megszakítása: 1993. december 12-én Antall József halála miatt a Kacsamesék alatt megszakították a műsor sugárzását, és később sem folytatták. Nem lett megismételve vagy elkeveredett az epizód, hosszú évekkel később az RTL vetítette le. Erre az eseményre egy teljes generáció emlékszik.[1]
- 1998-ban a Blossom című minisorozat évadjából egyetlen utolsó részt hagytak ki az év végén, mivel a szerződést a Magyar Televízió nem hosszabbította meg.

## Egyebek
- Családi mozidélután a Disney-vel
- The Disney Afternoon (a Disney csatornafüggetlen műsorblokkja adásonként 4 rajzfilmmel)
- Disney-rajzfilmek (RTL Klub) (műsorblokk az RTL Klubon, eleinte hétvégenként, de később hétköznaponként is)